# TATSUMAKI
TATSUMAKI　とは、日本の長崎市を中心に活動するロックバンド。1999年に槙健一とsutudioDo!のオーナー宮崎達朗によって結成された。

## 概要

### TASUMAKI
1999年10月、Vo.槙健一、G.大山健司、Ba.宮崎達朗で結成。同年12月、オランダ村カウントダウンライブ出演。その後、槙健一の肺気胸悪化のため活動休止した。

### 新生TASUMAKI
2002年9月、槙健一が他界。その後、2002年12月、弟の友博をボーカルに迎えて再結成。2003年3月、G.千々岩信吾、宮崎康平、Dr.森正平、2012年4月Ba.松崎龍大を迎え、現在のメンバーで新生TATSUMAKIとなる。
2003年12月1stアルバム『TATSUMAKI Ⅴ』を全国リリース、2005年1月1stシングル『月の日』、12月2ndシングル『Generation BOX』をリリース。2006年6月にはカナダに飛び、一万人の観客の前で演奏を行う。
また、長崎を中心に活動するバンドを集めた稲佐山での野外コンサート『夢の吹く丘』など様々なイベントを開催し、ライブハウス等でライブ活動を行っている。
その他NBCラジオ『僕は思う』・FM諫早『ジェネレーションボックス』のパーソナリティーもつとめている。

### 平和活動について
平和を掲げ、平和を祈る歌『リボン』(作詩/作曲 槙健一)を伝えるために小学校訪問や修学旅行生との交流活動を積極的に行っている。2004年5月には、平和団体の招待を受けニューヨーク(グラウンド・ゼロ)での演奏活動も行った。

## ディスコグラフィ

### アルバム
「TATSUMAKI V」2003年12月20日
1. KAGAYAKI
2. 僕は思う
3. Sexy Monkey
4. Generation.BOX
5. TRUE YAH TRUE
6. 恋
7. Banana Moon
8. 終わらない歌
9. SCSI Drive
10. Red Pepper Guitar

### シングル
- 月の日（2005年1月）
- 太陽少年（2005年12月）

## 出演
ラジオ
- TATSUMAKIの僕は思う（ＮＢＣラジオ 毎週水曜日21:00～21:30）- パーソナリティ（2021年9月で終了）[2]
- TATSUMAKIのGenerationBox（レインボーFM 毎週木曜日19:00〜19:30）- パーソナリティ[3]